# Marignier
Marignier es una comuna y localidad francesa situada en la región Ródano-Alpes, en el departamento de Alta Saboya, en el distrito de Bonneville.

## Geografía
La comuna está situada en el valle medio del Arve, al pie del Môle, en la confluencia del Arve con el Giffre, a medio camino de Cluses y Bonneville. Las comunas limítrofes son: al oeste, Ayse y Saint-Jeoire; al norte, Mieussy; al este, Thyez; y, al sur, Vougy. 

## Demografía
| 3070 | 3451 | 3679 | 4322 | 5323 | 6050 |
| Para los censos de 1962 a 1999 la población legal corresponde a la población sin duplicidades (Fuente: INSEE [Consultar]) |      |      |      |      |      |

## Lista de alcaldes
- marzo de 2008 - actualidad: Raymond Mudry

## Hermanamientos
- Nus, Valle de Aosta,  Italia.